# FAN Television
FAN Television war ein regionaler Fernsehsender für Niedersachsen und Bremen mit Sitz im Medienpark Nord in Dörverden. Die primäre Verbreitung erfolgte in ganz Niedersachsen via Kabel digital, teils analog und im Land Bremen via digitalem Kabel. Neben der klassischen Kabel-Verbreitung war der Sender auch als Live-Stream im Internet zu empfangen. Darüber hinaus nutzte FAN Television rund 20 Mediatheken, um im Video-on-demand-Verfahren sämtliche Inhalte zum individuellen Abruf zu ermöglichen. Das Unternehmen beschäftigte 22 Mitarbeiter (Vollzeit, Stand 11/2011). Die Sendelizenz erhielt FAN Television durch die Niedersächsische Landesmedienanstalt. FAN Television sendete im Netz von Kabel Deutschland je nach Region auf den Kanälen S17 und S18 (analog) sowie auf S03 und S32 (digital). Die technische Erreichbarkeit lag bei 4,5 Millionen Zuschauern.
Seit 2011 ist in Niedersachsen der Betrieb kommerzieller, lokaler Rundfunksender unter Einhaltung spezifischer Kriterien möglich.
Der Sendestart von FAN Television erfolgte am 1. November 2011. FAN Television produzierte täglich zwei Stunden Programm, welches insgesamt zwölfmal im Laufe des Tages ausgestrahlt wurde. FAN Television betonte den Anspruch, regionales Fernsehen in neuen Dimensionen etablieren zu wollen. Möglich wurde dies insbesondere durch die Verwendung von virtuellen Studios, bei der live und in Echtzeit digitale Computer-Fernsehkulissen in 3D erzeugt wurden. Technischer Gesamtdienstleister und Studiobetreiber von FAN Television war die Fernsehproduktionsfirma Weconda. Rund 3,5 Millionen Euro wurden für den Sendebetrieb investiert.
Die Hauptgesellschafter von FAN Television waren zu je 48 % Kay Zimmer und Georg Max Mahn. Geschäftsführer und Chefredakteur war der Journalist Mahn.
Der Sendebetrieb von FAN Television wurde am 1. November 2013 eingestellt.

## Sendungen
| Sendung                      | Sendezyklus        | Beschreibung |
| ---------------------------- | ------------------ | --- |
| FAN – Das Magazin            | täglich, 18:00 Uhr | Montag bis Freitag von 18:00 – 18:22 Uhr wurden im Magazin aktuelle Beiträge aus Niedersachsen und Bremen gezeigt. Moderator der Sendung war Christian Schmidt. |
| FAN Aktuell                  | täglich, 18:22 Uhr | Montag bis Freitag von 18:22 – 18:25 Uhr wurden bei FAN Aktuell die täglichen Nachrichten aus Niedersachsen und Bremen präsentiert. Moderator der Sendung war Georg Mahn. |
| FAN Wetter                   | täglich, 18:25 Uhr | Alexander Heimann präsentierte täglich das aktuelle Wetter für Niedersachsen und Bremen. |
| Tach Auch                    | Mi + Fr, 18:30 Uhr | Mareen Steinacker war zweimal wöchentlich unterwegs im Sendegebiet und zeigte in einer 30-minütigen Reportage "Tach Auch", was Niedersachsen und Bremen zu bieten hatten. |
| Aileen@Work                  | Di + Do, 18:30 Uhr | Aileen Noeske war zweimal wöchentlich unterwegs im Sendegebiet und stellte in einer 30-minütigen Reportage verschiedenste Ausbildungsberufe aus der Region vor. |
| Im Gespräch – mit Georg Mahn | Mo, 18:30 Uhr      | Georg Mahn stellte in der wöchentlichen Sendung politische, kulturelle und wirtschaftliche Persönlichkeiten aus Niedersachsen und Bremen vor. |
| FAN Sport                    | täglich, 19:45 Uhr | Montag bis Freitag von 19:45 – 20:00 Uhr wurden bei FAN Sport die täglichen Nachrichten aus Niedersachsen und Bremen präsentiert. Moderator der Sendung war Alexander Heimann. |
| Malte on Tour                | unregelmäßig       | Moderator Malte Völz war auf Tour durch Niedersachsen bei den verschiedensten Veranstaltungen. Malte on Tour war eine Untersendung von FAN – Das Magazin. |
| FAN Games                    | Im Internet        | In der wöchentlichen, anfänglich für das Internet exklusiven Sendung FAN Games wurde über Aktuelles aus der Welt des Gamings informiert. Moderator der Sendung war Benedikt Voigt, welcher zuvor bei verschiedensten Games-Formaten im Internet aktiv war. FAN Games war die einzige Sendung von FAN Television mit einer selbstständigen Webseite. |